# Diplycosia malayana
Diplycosia malayana är en ljungväxtart som först beskrevs av George King och Gamble, och fick sitt nu gällande namn av Graham Charles George Argent. Diplycosia malayana ingår i släktet Diplycosia och familjen ljungväxter. Inga underarter finns listade i Catalogue of Life.